# Käpt’n Kux & Co
Käpt’n Kux & Co bezeichnet vier Teile der Kinderhörspielreihe Abenteuer im Weltraum, die zwischen 1975 und 1978 von Peter Lustig kreiert und im Westdeutschen Rundfunk ausgestrahlt wurden.

## Inhalt
Die Handlung berichtet von den Abenteuern des Raumschiff-Commanders Kapitän Isidor Kux und seiner Mannschaft, die aus Irx Üwel, genannt der Muff (einem intergalaktischen Meerschweinchen vom Ende der Milchstraße) und dem Ingenieur Gustav Gamma besteht.

## Folgen
1. Die Rettung des kalten Miniplaneten
2. Der Leuchtturmwärter von Auriga 1
3. Sonnenfeuer für Olympia
4. Gefahr auf dem Sonnenblumenplaneten

Dauer: jeweils ca. 45 Minuten

## Mitwirkende
- Buch: Peter Lustig
- Toningenieur: Udo Arndt
- Regie: Ulli Herzog
- Sprecher:
  - Joachim Kerzel – Käpt’n Kux
  - Otto Czarski – Der Muff
  - Jo Herbst – Gustav Gamma
  - Wilfried Herbst – Fioraner
  - Ulli Herzog – Erzähler
- Verlag: Kiosk